# Slaughter and The Dogs
Slaughter and the Dogs est un groupe de punk rock britannique, originaire de Wythenshawe, à Manchester, en Angleterre. Formé en 1975, le groupe est l'un des premiers groupes de punk britanniques à signer avec une major (Decca Records en l'occurrence). Le 20 juillet 1976, ils sont en concert à Manchester avec les Sex Pistols.
Certains de leurs titres figurent sur The Roxy London WC2, une compilation parue en juillet 1977 qui regroupe des morceaux enregistrés en live au Roxy par les Buzzcocks, Wire, The Adverts, X-Ray Spex, Johnny Moped, Eater et Slaughter and The Dogs. Ils participent également à Streets, compilation parue à la fin 1977 regroupant des groupes de punks indépendants, dont The Lurkers, The Art Attacks, John Cooper Clarke et les Dogs.

## Biographie
Le nom de Slaughter and the Dogs est une idée du chanteur Barrett en 1975 qui est un mélange de Diamond Dogs et Slaughter on 10th Avenue, deux de ses albums préférés. Ils sont l'un des premiers groupes de punk rock originaires du nord-ouest de l'Angleterre. Ils jouent avec Sex Pistols à leur concert au Manchester Lesser Free Trade Hall le 20 juillet 1976. Ce concert se répand dans la scène punk de Manchester, qui se concentre autour de l'Electric Circus Club.
Le groupe se lie d'amitié avec Rob Gretton, futur agent artistique de Joy Division, et avec son aide financière, devient le premier groupe à publier un single au label local indépendant Rabid Records. En 2001, ce premier single, Cranked Up Really High, publié en juin 1977, est considéré comme un classique du punk rock, apparaissant dans la liste des 100 meilleurs singles de punk rock de tous les temps établie par le magazine  Mojo’. Il inclut aussi Streets, qui est citée comme compilation « essentielle » par une variété de labels indépendants.
Le groupe visite fréquemment Londres, et devient un groupe de punk qui jouera au Roxy. Ils jouent leur premier concert en janvier la même année, soutenus par the Adverts. Ils jouent deux fois en février et une en mars avec Johnny Moped. En avril, ils jouent avec the Lurkers. Ils participent avec leurs chansons Runaway et Boston Babies" à la compilation Live at the Roxy WC2. Après leur signature au label Decca Records, le groupe publie le populaire single Where Have All the Boot Boys Gone? à la fin 1977, suivi de Dame to Blame et Quick Joey Small. Leur premier album, Do It Dog Style, est publié en mai 1978. Barrett démantèle le groupe après leur EP quatre titres It's Alright en mars 1979. Un single, I Believe, est publié en juin 1979 sous le nom de Studio Sweethearts. Un nouveau Slaughter and the Dogs (qui comprend le batteur Phil Rowland, ex-Eater) est rejoint par Barrett en 1979 pour un nouveau single, le premier du groupe au label DJM Records. You're Ready Now est une reprise du single solo de Frankie Valli (1966). À la fin 1979, Ed Garrity (des Nosebleeds) remplace Barrett.
Barrett et Rossi reforment le groupe pour le Holidays and Sun Festival en 1996.
En 2006, la chanson Cranked Up Really High est incluse dans le coffret North by North West: Liverpool and Manchester from Punk to Post-punk and Beyond. En 2015, le groupe annonce un concert anniversaire spécial 40 ans, Back to the Start, avec la formation originale composée de Barrett, Rossi, Bates et Grantham. Organisé au Ruby Lounge de Manchester le 9 octobre 2015, le concert est filmé puis publié en DVD. En 2016, le groupe enregistre l'album Vicious à Los Angeles avec Mark Reback (batterie) et Dan Graziano (basse) ; il est publié par Cleopatra Records, le 16 septembre 2016.

## Discographie

### Albums studio
- 1978 : Do It Dog Style
- 1991 : Shocking
- 2001 : Beware of...
- 2016 : Vicious
- 2022 : Il Tradimento Silenzioso (The Silent Betrayal)

### Singles
- 1977 : Cranked Up Really High / The Bitch (apparues comme chansons bonus sur la réédition 2006 de Do It Dog Style[11])
- 1977 : Where Have All the Boot Boys Gone? / You’re a Bore
- 1977 : Dame to Blame / Johnny T
- 1978 : Quick Joey Small / Come on Back
- 1979 : It’s Alright / Edgar Allan Poe / Twist and Turn / UFO
- 1979 : You're Ready Now / Runaway
- 1979 : I Believe" / It Isn't Me
- 1980 : East Side of Town / One by One (sous Slaughter)
- 1980 : I'm the One / What’s Wrong Boy? (live) / Hell in New York (sous Slaughter)
- 1983 : Half Alive EP (Twist and Turn / Cranked Up Really High / Where Have All the Boot Boys Gone?)
- 1988 : Where Have All the Boot Boys Gone? / You’re a Bore / Johnny T
- 2001 : Saturday Night Till Sunday Morning
- 2020 : Manchester Boys

### Albums live
- 1978 : Live Slaughter Rabid Dogs (Rabid Records)
- 1981 : Live at the Factory (Thrush Records)
- 1994 : Where Have All the Boot Boys Gone? (Receiver Records)
- 1997 : Live in Blackpool 1996 (Dodgy Items)
- 1998 : Barking Up the Right Tree (Amsterdamned)